# Кучум (хан)
Кучум (нар. між 1510—1520 — пом. після 1598) — останній фактичний хан Сибірського ханства, правив у 1563–1598 роках. Представник Шейбанідів.
Значимість особистості хана Кучума полягає перш за все у тому, 
| «що саме він, його діти та онуки були першими, хто протистояв агресивній політиці російського самодержавства на сході, встали на шляху проникнення Російської держави у Сибір та Північний Казахстан. Хан Кучум став першою жертвою Російської колоніальної імперії, що формувалася — за ним пішли хан Кенесари, імам Шаміль та інші провідники національно-визвольних рухів» [2]. |

## Життєпис
Кипчак за походженням, народився близько 1510–1520 на північному узбережжі Аральського моря. Онук Ібака, володаря Тюменського ханства. Син Муртузи-султана, правителя земель між річками Ілек і Іргиз-сувук (на півночі Ногайської Орди). Останній також відомий як  Муртаза-хан, правитель Малої Бухари (землі сучасної Омської області).
Про молоді роки відомо дуже мало. У 1550-х роках родина Кучума переселилася з території теперішнього Казахстану в Сибір. У 1563 році спільно з братом Ахмад-Гіреєм захопив владу в Сибірському ханстві й стратив братів Єдигера та Бекбулата з династії Тайбугідів, що платили данину цареві Івану IV Грозному, переставши сплачувати Московському царству. Спочатку ханом став його брат. 1569 року трон перейшов до Кучума, який 1574/1575 року повернув владу Ахмад-Гірею. Лише після вбивства останнього власним тестем — казахським султаном Шигаєм — Кучум став повновладним володарем Сибірського ханства. Це спричинило встановлення дружніх відносин Кучума з Московським царством.
Активно сприяв ісламізації підвладного населення і мешканців залежніх князівств мансі та ханти. В перше панування Кучума погіршилися відносини з Казахським ханом, що відбилося у нападі Хак-Назар-хана,  який завдав поразки Дін-Ахмету, бію Ногайської  Орди, союзникові Сибірського ханства. 
У 1571 року після спалення Москви кримськотатарським військом Кучум разом з братом починає переорієнтацію на Державу Шейбанідів. Після загибелі брата у 1578 році укладає антиказахський союз з Урус-беєм, правителем Ногайської Орди, та Іскандар-ханом, володарем Держави Шейбанідів. У 1570-х роках на володіння Кучума здійснюють напади козацькі загони на чолі з Єрмаком, якого найняли Строганови. 
1580 року вдалося значно знизити загрозу з боку  казахів. У 1582 році проти  Кучума виступив Єрмак.  Сибірський хан після тяжкої поразки у битві під Чувиським мисом 23 жовтня 1582 року через 4 дні змушений був залишити столицю ханства — Кашлик. 1583 року повстав Сеїд-Ахмед (Сейдяк), син колишнього хана Бекбулата з династії Тайбугінів, ставши незалежним правителем родинних володінь. 1588 року Сейдяка та зятя Кучума — Ораз-Мухаммеда — підступно захопив дяк Д.Чулков у Тобольску.
Загони Єрмака було вибито зі столиці в 1585 році. Після цього Московське царство послало на Сибірське ханство значні військові сили. Збройні загони хана чинили спротив московським військам до 1598 року, коли після поразки на березі річки Об від воєводи Андрія Воєкова хан Кучум утік до Ногайської Орди, де його було вбито.